# Davao del Sur
Davao del Sur is een provincie van de Filipijnen in het zuiden van het eiland Mindanao. De provincie maakt deel uit van regio XI (Davao Region). De hoofdstad van de provincie is Digos. Bij de census van 2015 telde de provincie bijna 633 duizend inwoners.

## Geografie

### Bestuurlijke indeling
Davao del Sur bestaat uit 1 stad en 9 gemeenten.

#### Stad
- Digos

#### Gemeenten
| - Bansalan - Hagonoy - Kiblawan - Magsaysay - Malalag | - Matanao - Padada - Santa Cruz - Sulop |

Deze stad en gemeenten zijn weer verder onderverdeeld in 232 barangays.

## Demografie
Davao del Sur had bij de census van 2015 een inwoneraantal van 632.588 mensen. Dit waren 57.678 mensen (10,0%) meer dan bij de vorige census van 2010. Ten opzichte van de census van 2000 was het aantal inwoners gegroeid met 128.299 mensen (25,4%). De gemiddelde jaarlijkse groei in die periode kwam daarmee uit op 1,84%, hetgeen lager was dan het landelijk jaarlijks gemiddelde over deze periode (1,72%).

De bevolkingsdichtheid van Davao del Sur was ten tijde van de laatste census, met 632.588 inwoners op 6771,04 km², 93,4 mensen per km².

## Economie
Uit cijfers van het National Statistical Coordination Board (NSCB) uit het jaar 2003 blijkt dat 28,9% (11.470 mensen) onder de armoedegrens leefde. In het jaar 2000 was dit 21,9%. Davao del Sur is daarmee iets armer dan het landelijk gemiddelde van 28,7% en staat 62e op de lijst van provincies met de meeste mensen onder de armoedegrens. Van alle 79 provincies staat Davao del Sur 53e op de lijst van provincies met de ergste armoede.